# Chilostoma eliaca
Chilostoma eliaca is een slakkensoort uit de familie van de Helicidae. De wetenschappelijke naam van de soort is voor het eerst geldig gepubliceerd in 1893 door Kobelt.